# World Games 2017/Teilnehmer (Senegal)
| Gelbes Symbol für Goldmedaillen mit stilisierten Olympischen Ringen | Graues Symbol für Silbermedaillen mit stilisierten Olympischen Ringen | Braundes Symbol für Bronzemedaillen mit stilisierten Olympischen Ringen |
| ------------------------------------------------------------------- | --------------------------------------------------------------------- | ----------------------------------------------------------------------- |
| —                                                                   | —                                                                     | —                                                                       |

Senegal nahm in Breslau an den World Games 2017 teil. Senegal nominierte einen Athleten und zwei Athletinnen.

## Teilnehmer nach Sportarten

### Tanzen
| Athleten                        | Wettbewerb  | 1. Runde | 1. Runde | Hope Round | Hope Round | Halbfinale | Halbfinale | Finale        | Finale        | Rang |
| Athleten                        | Wettbewerb  | Punkte   | Rang     | Punkte     | Rang       | Punkte     | Rang       | Punkte        | Rang          | Rang |
| ------------------------------- | ----------- | -------- | -------- | ---------- | ---------- | ---------- | ---------- | ------------- | ------------- | ---- |
| Paar                            |             |          |          |            |            |            |            |               |               |      |
| Clarisse Lea Sagna Sabine Mendy | Rock'n'Roll | 25,25    | 12       | 33,84      | 6          | 34,58      | 11         | ausgeschieden | ausgeschieden | 11   |

### Karate
| Frauen           |               |                  |                  |                  |                  |                  |                  |                  |                  |                  |                  |
| Mame Fatou Thiaw | +68 kg Kumite | nicht angetreten | nicht angetreten | nicht angetreten | nicht angetreten | nicht angetreten | nicht angetreten | nicht angetreten | nicht angetreten | nicht angetreten | nicht angetreten |